# Francis Pilkington
Francis Pilkington (* um 1570; † 1638 in Chester) war ein englischer Komponist, Lautenist und Sänger des frühen Barock.

## Leben und Wirken
Über die Jugend und Ausbildungszeit von Francis Pilkington konnte die musikhistorische Forschung noch keine Informationen gewinnen, auch sein Geburtsort und sein genaues Geburtsdatum sind bisher unbekannt. In der Kathedrale von Chester gab es gegen Ende des 16. Jahrhunderts mehrere Chorsänger und Geistliche mit dem Namen Pilkington; Francis war der erstgenannte unter ihnen. Am 11. Juli 1595 erreichte er an der Universität Oxford den akademischen Grad eines Bachelor of Music; zu diesem Anlass ist seine Aussage überliefert, dass er seit 16 Jahren Musik studiert habe. In Chester bekam er im Sommer 1602 die Stellung eines lay-clerk, und zehn Jahre später wurde er lay minor canon (Laienchorherr) an dieser Kathedrale; dort bekam er am 18. Dezember 1614 auch die Priesterweihe. Ab 1623 diente er an dieser Kirche auch als precentor. Darüber hinaus wirkte er als Kurat an anderen Kirchen in Chester und diente in den 1630er Jahren auch als Priester in der nahe gelegenen Ortschaft Aldford. Francis wurde wie sein Vater von den Earls of Derby gefördert, und zwar von Ferdinando Stanley, 5. Earl of Derby und besonders von William Stanley, 6. Earl of Derby. Letzterem ist die Sammlung The First Booke of Songs gewidmet, erschienen in London 1605; eine weitere Sammlung, die 1624 erschien, beinhaltet „a Pavin made for the orpharion by […] William, Earl of Darbie, and by him consented to be in my books placed“. Nach dem Tod des Komponisten nahm John Pilkington seine Stelle als minor canon ein – möglicherweise ein Sohn oder Enkel von Francis Pilkington.

## Bedeutung
Francis Pilkington gehört zu den Komponisten im stilistischen Umkreis von John Dowland und Thomas Morley mit einem nicht ganz so hohen Niveau wie die letztgenannten Meister. Einige seiner Kompositionen zeigen eine hervorgehobene Qualität; insbesondere seine vierstimmigen Ayres „Diaphenia“ und „Rest Sweet Nymphe“ weisen eine stärker polyphone Satzweise und größeren Einfallsreichtum auf als sonst für diese Gattung üblich. Er benutzte als Vorlagen dichterische Texte von besonders gehobenem Anspruch. Die schlichten dreistimmigen Sätze seiner Sammlung First Set of Madrigals (London 1613) sind von herausragender Wirkung. In seiner zweiten Sammlung von 1624 zeigt der Komponist eine noch gesteigerte Sicherheit in der Satzweise fünf- und sechsstimmiger Werke. Hier verbindet er, beispielsweise in Stücken wie „Care for Thy Soule“, alte englische Traditionen mit den noch stärkeren Ausdrucksmitteln seiner Zeit. Die Komposition „O Praise the Lord“, eine Psalm-Vertonung, weist auffallende dissonante und chromatische Abschnitte auf, und das Stück „O Softly Singing Lute“ wird zu Recht als eine seiner besten Kompositionen angesehen. Von ihm gibt es auch zwei consort songs mit Gambenbegleitung; eines davon ist das Klagelied „Weep, Sad Urania“ für seinen Freund Thomas Purcell aus Dinthill, wohl ein Verwandter von Henry Purcell. Außerdem gibt es von ihm eine Fantasia für Gamben zu sechs Stimmen. Zu einer früheren Periode von Pilkingtons Schaffen gehört offensichtlich seine handwerklich gute Sammlung von Lautenstücken; von seinen Kompositionen für dieses Instrument ist sonst nur ein kleiner Teil überliefert.

## Werke
- Geistliche Vokalmusik
  - 2 Stücke zu vier bzw. fünf Stimmen in „The Teares or Lamentacions of a Sorrowful Soule“, London 1614
  - 2 Madrigale zu fünf bzw. sechs Stimmen in „The Second Set of Madrigals and Pastorals“, London 1624
- Weltliche Vokalmusik
  - „The First Booke of Songs or Ayres of 4 Parts: with Tableture for the Lute or Orpherian, with the Violl de gamba“, London 1605
  - „The First Set of Madrigals and Pastorals of 3. 4. and 5. parts“, London 1613
  - „The Second Set of Madrigals and Pastorals, of 3. 4. 5. and 6. Parts: Apt for Violls and Voyces“, London 1624
- Instrumentalwerke (siehe auch: Francis Pilkington: Complete Works for Solo Lute, herausgegeben von B. Jeffery, London 1970)
  - Fantasia zu sechs Stimmen
  - Pavane für Laute und Bassviole, in „The First Books of Songs and Ayres“, London 1605
  - 15 Lautenstücke in Th. Robinson: „The Schoole of Musicke“, London 1603; herausgegeben von B. Jeffery, Paris 1971